# Паасикангас-Телла, Йоханна
Йоханна Паасикангас-Телла (фин. Johanna Paasikangas-Tella; ур. Паасикангас (фин. Paasikangas), род. 23 марта 1974, Форсса) — финская шахматистка, международный мастер среди женщин (1991), пятикратная победительница чемпионата Финляндии по шахматам среди женщин (1989, 1991, 1992, 1993, 1994).

## Биография
Йоханна Паасикангас-Телла научился играть в шахматы в пять лет. В 1988 году заняла второе место на чемпионате Европы по шахматам среди юношей среди девушек до возраста 16 лет. Многократная участница чемпионата Финляндии по шахматам среди женщин, где завоевала пять золотых (1989, 1991, 1992, 1993, 1994), две серебряные (1990, 1996) и две бронзовые (1986, 1988) медали. Победительница многих международных шахматных турниров, включая победу в открытом шахматном турнире в 1995 году в Тампере. В 1997 году в Афинах завоевала бронзовую медаль на чемпионате Европы по быстрым шахматам среди женщин. В 2002 году заняла третье место на международном шахматном турнире в Аугсбурге.
Дважды участвовала в межзональных турнирах на розыгрыше первенство мира по шахматам среди женщин:
- в 1991 году в Суботице поделила 22-е — 30-е место[3];
- в 1995 году в Кишинёвe заняла 48-е место[4].

Представляла сборную Финляндии на крупнейших командных шахматных турнирах:
- в шахматных олимпиадах участвовала восемь раз (1986—2000);
- в командном чемпионате Европы по шахматам участвовала два раза (1992—1997) и в индивидуальном зачете завоевала серебряную (1997) медаль.

В 1991 году она была удостоена ФИДЕ звания международного мастера среди женщин (WIM).

## Изменения рейтинга
| Графики недоступны из-за технических проблем. См. информацию на Фабрикаторе и на mediawiki.org. |